# キュートリット
キュートリット（英: qutrit）は、 3つの直交する量子状態の重ね合わせとして存在する量子情報の単位である。
2つの量子状態である量子ビット（キュービット, qubit）が古典的なビットに対応しているのと同じように、キュートリットは、古典的な トリットに対応した単位である。

## 概要
キューリットは、3つの直交する基底状態の線形結合の形で、重ね合わせとして記述される。
ディラックのブラ-ケット記法で、キューリットは、３つの状態ベクトル {\displaystyle |0\rangle }、{\displaystyle |1\rangle }、{\displaystyle |2\rangle }　を使って次のように表せされる。
{\displaystyle |\psi \rangle =\alpha |0\rangle +\beta |1\rangle +\gamma |2\rangle },
この係数は複素数であり、確率振幅 と呼ばれる。その絶対値二乗の和は1である：
{\displaystyle |\alpha |^{2}+|\beta |^{2}+|\gamma |^{2}=1\,}
キューリットの３つの基底状態は直交しており、キュービットの２つの基底状態が直交していることに対応している。
また、キュービットがアップスピンとダウンスピンに対応した２次元ヒルベルト空間　{\displaystyle H_{2}}　で表されるのに対して、キューリットは3次元ヒルベルト空間　{\displaystyle H_{3}}　を必要とする。
n 個のキューリットは、同時に 3n 個の異なる状態を表す。
キューリットは、量子情報を格納するために使用されるとき、いくつかの特有の特徴を有する。例えば、特定の環境的相互作用の下では、デコヒーレンスに対してより強い特性がある。 しかしながら、実際は、キューリットを実現し、直接操作することは難しく、そのため、絡み合った量子もつれ状態のキュービットを利用する方法が考えられている。